# Нортон, Брайан
Брайан Айвен Кобхэм (Бэйб) Нортон (англ. Brian Ivan Cobham "Babe" Norton; 10 октября 1899, Роббенэйланд, Капская колония — 16 июля 1956, Санта-Клара, Калифорния, США) — южноафриканский теннисист, 7-я ракетка мира в 1921 году. Финалист Уимблдонского турнира в одиночном разряде (1921), чемпион США в мужском парном разряде (с Биллом Тилденом, 1923).

## Игровая карьера
С 1919 года выступал в любительских теннисных турнирах в ЮАС, Великобритании и континентальной Европе, уже в первый год выиграв чемпионат Южного Трансвааля. В этом же году дебютировал на Уимблдонском турнире, где дошёл до третьего круга. В 1920 году стал чемпионом Южной Африки, представлял свою страну на Олимпийских играх в Антверпене (проиграв в первом раунде Максу Декюжи) и участвовал в чемпионате мира на твёрдых (грунтовых) кортах (где уступил во втором раунде Мануэлю Алонсо).
Во второй год участия в Уимблдонском турнире Нортон вышел в четвёртый круг, а также стал полуфиналистом в миксте, где его партнёршей была британка Этель Ларкомб. Третье его выступление в турнире, в 1921 году, стало самым удачным. Южноафриканец победил в полуфинале турнира претендентов американца Фрэнка Хантера, а в финале — Мануэля Алонсо, в раунде вызова встретившись с действующим чемпионом Биллом Тилденом. Тилден вышел на этот матч после болезни, не участвуя в самом турнире, и претендент выиграл первые два сета со счётом 6:4, 6:2. Следующие два сета, однако, остались за чемпионом — 6:1, 6:0. В этих сетах главным оружием Тилдена, который не мог вести свою обычную атлетичную игру, стали укороченные мячи. Публика, недовольная происходившим на корте, свистела и улюлюкала. Позже ряд специалистов высказывал предположение, что Нортон намеренно отдал Тилдену третий и четвёртый сеты, причём Тед Тинлинг предполагал, что это было сделано, поскольку Нортон был влюблён в Тилдена. В пятом сете южноафриканец снова заиграл уверенней и получил матчбол. На этом розыгрыше Тилден, посчитав, что после его удара мяч ушёл в аут, двинулся к сетке, чтобы поздравить победителя. Нортон же, вместо того, чтобы использовать лёгкую возможность закончить игру, сам не попал мячом в площадку. В итоге Тилден сумел довести матч до победы, выиграв решающий сет со счётом 7:5. Тем не менее по итогам сезона Нортон был поставлен на седьмое место в списке десяти лучших теннисистов мира, составляемом газетой Daily Telegraph.
К выходу в одиночный финал на Уимблдоне в 1921 году Нортон добавил выход в полуфинал в мужском парном разряде с Ропером Барреттом. Англо-южноафриканская пара повторила этот результат и на следующий год. В одиночном разряде в 1922 году Нортон оступился на Уимблдоне уже во втором круге. Это, однако, дало ему право на участие в утешительном турнире Wimbledon Plate, проходящем параллельно с основным соревнованием, и там он завоевал чемпионский титул. В чемпионате Англии на крытых кортах южноафриканец, как за год до этого на Уимблдоне, выиграл турнир претендентов, проиграв в раунде вызова в пяти сетах действующему чемпиону Андре Гоберу.
В 1923 году, отправившись в Америку, Нортон добился высшего успеха в своей парной карьере, с Тилденом выиграл чемпионат США. Их отношения на корте часть обозревателей описывала с восторгом, отмечая, что Тилден выносил на себе всю тяжесть матча, пока его невысокий партнёр не находил наконец свою игру. Другие, однако, критически отзывались о том, как Тилден «нянчится» с партнёром. В одиночном разряде Нортон в 1923 году тоже выступал достаточно успешно. В Европе он стал полуфиналистом Уимблдонского турнира, победив Жана Боротра, и проиграл лишь будущему чемпиону Биллу Джонстону. На чемпионате США, также пробившись в полуфинал после победы над Норрисом Уильямсом, южноафриканец затем проиграл в трёх сетах Тилдену. По итогам сезона Нортон во второй раз за карьеру занял седьмое место в списке лучших теннисистов мира.
В дальнейшем Нортон в основном играл в Соединённых Штатах, в 1925 году став полуфиналистом чемпионата США на грунтовых кортах, а на следующий год дойдя там же до финала. В первом случае его в пяти сетах остановил американец Джордж Лотт, но через год Нортон взял у него убедительный реванш в полуфинале, затем без игры отдав победу в финале Тилдену. В 1925 году он в третий и последний раз попал в список десяти лидеров мирового тенниса — теперь на девятом месте. После 1926 года Нортон выступал как профессионал, в 1929 году завоевав титул на профессиональном чемпионате Южных штатов после победы в финале над Винсентом Ричардсом.

## Финалы турниров Большого шлема за карьеру

### Одиночный разряд (0-1)
| Результат | Год  | Турнир              | Покрытие | Соперник в финале | Счёт в финале           |
| --------- | ---- | ------------------- | -------- | ----------------- | ----------------------- |
| Поражение | 1921 | Уимблдонский турнир | Трава    | Билл Тилден       | 6-4, 6-2, 1-6, 0-6, 5-7 |

### Мужской парный разряд (1-0)
| Результат | Год  | Турнир        | Покрытие | Партнёр     | Соперники в финале                   | Счёт в финале           |
| --------- | ---- | ------------- | -------- | ----------- | ------------------------------------ | ----------------------- |
| Победа    | 1923 | Чемпионат США | Трава    | Билл Тилден | Ричард Норрис Уильямс Уотсон Уошберн | 3-6, 6-2, 6-3, 5-7, 6-2 |